# .sg
.sg este un domeniu de internet de nivel superior, pentru Singapore (ccTLD).